# Seguridad alimentaria (inocuidad)
La seguridad alimentaria es una disciplina científica que describe el manejo, la preparación y el almacenamiento de alimentos de manera que se prevengan las enfermedades transmitidas por alimentos. La aparición de dos o más casos de enfermedades similares resultantes de la ingestión de un alimento común se conoce como brote de una enfermedad transmitida por alimentos. Esto incluye una serie de procedimientos que deben seguirse para evitar posibles peligros para la salud. De esta manera, la seguridad alimentaria a menudo se superpone con la defensa alimentaria para evitar daños a los consumidores. En este empeño, se puede diferenciar un tramo entre la industria y el mercado y otro tramo entre el mercado y el consumidor. Respecto de la seguridad alimentaria en el tramo de la industria al mercado, las consideraciones de inocuidad de los alimentos incluyen el origen de los alimentos y las prácticas relacionadas con su etiquetado, la higiene de los alimentos, los aditivos alimentarios y los residuos de plaguicidas, así como las políticas sobre biotecnología y alimentos y las normas de gestión de sistemas de inspección y certificación de importaciones y exportaciones. En cuanto a la seguridad alimentaria en el tramo del mercado al consumidor, los esfuerzos se centran en que los alimentos del mercado sean seguros y en su correcta preparación y entrega al consumidor.
Los alimentos pueden transmitir patógenos que pueden provocar la enfermedad o la muerte de personas u otros animales. Los principales patógenos son bacterias, virus, parásitos y moho y otros hongos. Los alimentos también pueden servir como medio de crecimiento y reproducción de patógenos. En los países desarrollados existen normas intrincadas para la preparación de alimentos, mientras que en los países menos desarrollados existen menos normas y una menor aplicación de esas normas. Otro tema importante es simplemente la disponibilidad de agua segura adecuada, que suele ser un elemento crítico en la propagación de enfermedades. En teoría, la intoxicación alimentaria es 100% prevenible. Sin embargo, esto no se puede lograr debido a la cantidad de personas involucradas en la cadena de suministro, así como al hecho de que se pueden introducir patógenos en los alimentos sin importar cuántas precauciones se tomen. Los cinco principios clave de la higiene de los alimentos, según la OMS, son:
1. Evitar la contaminación de alimentos con patógenos provenientes de personas, mascotas y plagas.
2. Separar los alimentos crudos de los cocinados para evitar la contaminación de éstos.
3. Cocinar los alimentos durante el tiempo adecuado y a la temperatura adecuada para matar los patógenos.
4. Almacenar los alimentos a la temperatura adecuada.
5. Usar agua segura y materias primas seguras.

## Cuestiones
Los temas y normas de seguridad alimentaria se refieren a 
- Prácticas de agricultura y ganadería.
- Prácticas de elaboración de alimentos.
- Aditivos alimentarios
- Alimentos nuevos
- Alimentos modificados genéticamente
- Etiquetado de alimentos
- Contaminación de los alimentos

## Contaminación de los alimentos
La contaminación de los alimentos ocurre cuando los alimentos se corrompen con otra sustancia. Puede ocurrir en el proceso de producción, transporte, envasado, almacenamiento, venta y cocinado. La contaminación puede ser física, química y biológica.

### Contaminación física
Los contaminantes físicos (o "cuerpos extraños") son objetos como cabellos, tallos de plantas o piezas de plástico y metal. Cuando el objeto extraño entra en el alimento, es un contaminante físico.  Si los objetos extraños contienen bacterias patógenas, la contaminación será física y biológica. Las fuentes comunes de contaminación física son: pelo, vidrio o metal, insectos u otros animales, joyas, suciedad y uñas.

### Contaminación química
La contaminación química ocurre cuando los alimentos están contaminados con una sustancia química natural o artificial. Las fuentes comunes de contaminación química pueden incluir: pesticidas, herbicidas, medicamentos veterinarios, contaminación de fuentes ambientales (contaminación del agua, aire o suelo), contaminación cruzada durante el procesamiento de alimentos, migración de materiales de envasado de alimentos, presencia de toxinas naturales o uso de aditivos alimentarios y adulterantes no aprobados.
Las contaminaciones químicas generalmente comparten las siguientes características:
- No se añaden intencionalmente.[8]
- Pueden darse en una o más etapas de la producción de alimentos.[8]
- Es probable que se produzcan enfermedades si los consumidores ingieren una cantidad suficiente de alimentos contaminados.[8]

### Contaminación biológica
La contaminación biológica se refiere a alimentos que han sido contaminados por sustancias producidas por criaturas vivas, como humanos, roedores, plagas o microorganismos.  Esto incluye contaminación bacteriana, contaminación viral o contaminación por parásitos que se transfieren a través de la saliva, excrementos de plagas, sangre o materia fecal. La contaminación bacteriana es la causa más común de intoxicación alimentaria en todo el mundo, puede llegar deberse por malas condiciones de almacenamiento o manipulación . Si un medio es rico en almidón o proteína, agua, oxígeno, tiene un nivel de pH neutro y mantiene una temperatura entre 5 °C y 60 °C (zona de peligro) incluso durante un breve período de tiempo (~ 0-20 minutos), es probable que las bacterias sobrevivan.
Ejemplo de contaminación biológica- lechuga romana contaminada
En mayo de 2018 se había confirmado un brote de la bacteria E. coli O157: H7 en 26 estados de los Estados Unidos.  Varias investigaciones mostraron que la contaminación podría provenir de la región de cultivo de Yuma, Arizona.  Este brote, que comenzó el 10 de abril, fue el mayor brote de E. coli en EE. UU. en una década.  Una persona en California murió. Al menos 14 de las personas afectadas desarrollaron insuficiencia renal. Los síntomas más comunes de E. coli incluyen diarrea, disentería, dolor abdominal, náuseas y vómitos.

## Procedimientos de manipulación segura de alimentos (del mercado al consumidor)
Un correcto almacenamiento, disponer de herramientas sanitarias y espacios de trabajo apropiados, un correcto calentamiento y enfriamiento a la temperatura adecuada y evitar el contacto con otros alimentos crudos puede reducir considerablemente las posibilidades de contaminación. Los recipientes estancos al agua y al aire son útiles para limitar la probabilidad de contaminación tanto física como biológica durante el almacenamiento. El uso de superficies y herramientas limpias y sanitarias, libres de residuos, productos químicos, líquidos estancados y otros tipos de alimentos (diferentes a los que se están preparando actualmente, es decir, evitar por ejemplo mezclar verduras y carnes o ternera y pollo) puede ayudar a reducir la posibilidad de contaminación. Sin embargo, incluso si se han tomado todas las precauciones y los alimentos se han preparado y almacenado de manera segura, las bacterias pueden formarse con el tiempo durante el almacenamiento. Los alimentos deben consumirse en uno a siete días si están almacenados en un ambiente frío, o de uno a doce meses si están en un ambiente congelado (si se congelaron inmediatamente después de la preparación).  El tiempo que transcurre antes de que un alimento se vuelva inseguro depende del tipo de alimento que sea, el entorno que lo rodea y el método con el que se mantiene fuera de la zona de peligro. Por ejemplo, los alimentos líquidos como la sopa que se conserva en una olla de cocción lenta (65 °C) pueden durar solo unas horas antes de la contaminación, pero las carnes frescas como la carne de res y el cordero que se congelan rápidamente (-2 °C) pueden durar hasta un año. La ubicación geográfica también puede ser un factor si está cerca de vida silvestre. Animales como roedores e insectos pueden infiltrarse en un recipiente o área de preparación si se dejan desatendidos. Cualquier alimento que haya sido almacenado en un ambiente expuesto debe ser inspeccionado cuidadosamente antes de consumirlo, especialmente si corría el riesgo de estar en contacto con animales. Deben tenerse en cuenta todas las formas de contaminación para decidir si un alimento es seguro o inseguro, ya que algunas formas de contaminación no dejarán ningún signo aparente. Las bacterias pueden no ser visibles a simple vista, los desechos (contaminación física) pueden estar debajo de la superficie de un alimento y los productos químicos pueden ser transparentes o no tener sabor; los alimentos contaminados podrían mantener el mismo olor, textura, apariencia o sabor y aun así estar contaminados. Cualquier alimento que se considere contaminado se debe desechar de inmediato y se debe comprobar que no se haya contaminado cualquier otro alimento cercano.

## ISO 22000
ISO 22000 es una norma desarrollada por la Organización Internacional de Normalización en relación con la inocuidad de los alimentos. Se trata de una norma derivada de ISO 9001. La norma internacional ISO 22000 especifica los requisitos para un sistema de gestión de seguridad alimentaria que incluye comunicación interactiva, gestión del sistema, programas de requisitos previos y principios de HACCP. ISO 22000 se publicó por primera vez en 2005. Es la culminación de todos los intentos anteriores de muchas fuentes y áreas de preocupación por la seguridad alimentaria para proporcionar un producto final que sea lo más seguro posible contra patógenos y otros contaminantes. Cada 5 años se revisan las normas para determinar si es necesaria una revisión y que las normas sigan siendo tan relevantes y útiles para las empresas como sea posible.

## Incidencia
Un informe de la Organización Mundial de la Salud (OMS) de 2003 concluyó que alrededor de un 30% de los brotes notificados de intoxicación alimentaria en la Región Europea de la OMS ocurre en hogares privados.  Según la OMS y los CDC, solo en los EE. UU. se producen cada año 76 millones de casos de enfermedades transmitidas por alimentos que llevan a 325.000 hospitalizaciones y 5.000 muertes.

## Normativa por jurisdicciones y organismos

### OMS y FAO
En 1963, la OMS y la FAO publicaron el Codex Alimentarius, que sirve de guía sobre seguridad alimentaria.
Sin embargo, según la Unidad 04 - Comunicación de la Dirección General de Salud y Consumidores de la Comisión Europea (SANCO): "Si bien el Codex sólo contiene recomendaciones de aplicación voluntaria por parte de los miembros, sus normas sirven a menudo como base para la legislación nacional. La referencia a las normas del Codex sobre seguridad alimentaria contenidas en el Acuerdo sobre medidas sanitarias y fitosanitarias (Acuerdo MSF) de la Organización Mundial del Comercio (OMC) significa que el Codex tiene implicaciones de gran alcance para resolver disputas comerciales. Los miembros de la OMC que deseen aplicar medidas de seguridad alimentaria más estrictas que las establecidas por el Codex pueden tener que justificar científicamente estas medidas". Así, por ejemplo, que exista un acuerdo firmado en 2003 por todos los estados miembros, incluida la UE, la norma Stan Codex 240 - 2003 para leche de coco, que permite hasta 30 mg / kg de aditivos con sulfitos como E223 y E224, NO significa que estos estén permitidos en la UE; véase Sistema de Alerta Rápida para Alimentos y Piensos (RASFF), notificación de Dinamarca: 2012.0834 ; 2011.1848; en 2011.168, "sulfito no autorizado en leche de coco de Tailandia".  Lo mismo para el polisorbato 60 E435: ver notificación de Dinamarca 2012.0838, polisorbatos no autorizados en leche de coco y, 2007. AIC de Francia. No obstante para este último la UE modificó su normativa con (UE) No 583/2012 el 2 de julio de 2012 para permitir este aditivo,[cita requerida] ya utilizado durante décadas y absolutamente necesario.[cita requerida]

### Australia
La normativa australiana exige a todas las empresas alimentarias que implementen sistemas de seguridad alimentaria. Estos sistemas están diseñados para garantizar que los alimentos sean seguros para el consumo y para detener la creciente incidencia de intoxicación por alimentos, e incluyen capacitación básica en seguridad alimentaria para al menos una persona en cada negocio. La capacitación en seguridad alimentaria se imparte de diversas formas por, entre otras organizaciones, las Organizaciones de Capacitación Registradas (RTO, por sus siglas en inglés), después de lo cual el personal recibe un código de unidad de competencia reconocido a nivel nacional en su certificado. La capacitación básica en seguridad alimentaria incluye: 
- Comprender los peligros asociados a los principales tipos de alimentos y las condiciones para prevenir el crecimiento de bacterias que pueden causar intoxicación y para prevenir enfermedades.
- Posibles problemas asociados con el envasado del producto, como fugas en envasados al vacío, daños en el envase o infestación de plagas, así como problemas y enfermedades transmitidas por plagas.
- Manejo seguro de los alimentos. Esto incluye procedimientos seguros para cada proceso, como la recepción, el reenvasado, el almacenamiento, la preparación y la cocción de alimentos, el enfriamiento y el recalentamiento, la exhibición de productos, la manipulación de productos al servirlos a los clientes, el envasado, la limpieza y desinfección, el control de plagas, el transporte y la entrega. También cubre las posibles causas de contaminación cruzada.
- Atención a clientes especialmente expuestos a enfermedades transmitidas por los alimentos, así como a personas con alergias o intolerancias.
- Los procedimientos correctos de limpieza y desinfección, los productos de limpieza y su uso correcto, y el almacenamiento de artículos de limpieza como cepillos, fregonas y paños.
- Higiene personal, lavado de manos, enfermedad y ropa protectora.

Las normas y requisitos de seguridad alimentaria se establecen a nivel nacional en el Código de Normas Alimentarias y se hacen efectivos en cada estado por medio de leyes y reglamentos estatales. La legislación prevé que las personas responsables de vender o servir alimentos inseguros pueden enfrentarse a multas elevadas. 

### China
La seguridad alimentaria es una preocupación creciente en la agricultura china. El gobierno chino supervisa la producción agrícola, así como la fabricación de envases para alimentos, recipientes, aditivos químicos, producción de medicamentos y regulación comercial. En los últimos años, el gobierno chino intentó consolidar la normativa alimentaria con la creación de la Administración Estatal de Alimentos y Medicamentos en 2003, y los funcionarios también han estado bajo una creciente presión pública e internacional para resolver los problemas de seguridad alimentaria. Sin embargo, parece que las normas no son bien conocidas por el comercio. Las etiquetas utilizadas para alimentos "verdes", alimentos "orgánicos" y alimentos "libres de contaminación" no son bien reconocidas por los comerciantes y muchos no tienen claro su significado. Una encuesta realizada por el Banco Mundial encontró que los gerentes de los supermercados tenían dificultades para obtener un producto que cumpliera los requisitos de seguridad y encontraron que un alto porcentaje de productos no cumplía las normas establecidas.
Los sistemas de comercialización tradicionales, ya sea en China o en el resto de Asia, actualmente ofrecen poca motivación o incentivos para que los agricultores individuales realicen mejoras en la calidad o la seguridad, ya que sus productos tienden a agruparse con productos estándar en diferentes puntos del canal de distribución. Los vínculos directos entre los grupos de agricultores y los comerciantes o los compradores finales, como los supermercados, pueden ayudar a evitar este problema. Los gobiernos deben mejorar la condición de muchos mercados a través de la mejora de la administración y la reinversión de ingresos en infraestructuras físicas. Los mercados mayoristas deben investigar la posibilidad de establecer secciones separadas para frutas y verduras que cumplan con las normas de seguridad y calidad definidas.

### Unión Europea
El parlamento de la Unión Europea (UE) elabora leyes en forma de directivas y reglamentos, muchas de las cuales son obligatorias para los estados miembros y que, por lo tanto, deben incorporarse a la legislación nacional de cada país. Como organización muy grande que existe para eliminar las barreras al comercio entre los estados miembros, y en la cual los estados miembros individuales solo tienen una influencia proporcional, el resultado se ve a menudo como un enfoque excesivamente burocrático de "talla única". [cita requerida] Sin embargo, en relación con la seguridad alimentaria, la tendencia a errar del lado de la máxima protección para el consumidor puede considerarse beneficioso.[cita requerida]. Véase principio de precaución. El Parlamento Europeo es informado sobre asuntos de seguridad alimentaria por la Autoridad Europea de Seguridad Alimentaria.[cita requerida]
Los Estados miembros individuales también pueden tener otra legislación y controles con respecto a la inocuidad de los alimentos, siempre que no impidan el comercio con otros estados, y pueden diferir considerablemente en sus estructuras internas y controles de seguridad alimentaria. 
A partir del 13 de diciembre de 2014, la nueva legislación, el Reglamento de la UE 1169/2011 sobre la información alimentaria facilitada al consumidor exige que las empresas alimentarias proporcionen información sobre alergias a los alimentos que se venden sin envasar, por ejemplo en establecimientos de restauración, mostradores de charcutería, panaderías y sandwicherías.

#### Alemania
El Ministerio Federal de Alimentación, Agricultura y Protección del Consumidor de Alemania (BMEL) es un ministerio federal de la República Federal de Alemania. Historia: Fundado como Ministerio Federal de Alimentación, Agricultura y Bosques en 1949, cambió de nombre en 2001 a Ministerio Federal de Protección al Consumidor, Alimentación y Agricultura. El 22 de noviembre de 2005, el nombre se cambió nuevamente al actual: Ministerio Federal de Alimentación, Agricultura y Protección del Consumidor. La razón de este último cambio fue que todas las áreas debían tener la misma importancia, por lo que se ordenaron alfabéticamente. Visión: una dieta equilibrada y saludable con alimentos seguros, distintos derechos del consumidor e información del consumidor para diversas áreas de la vida, y una agricultura sólida y sostenible, así como perspectivas para áreas rurales, son metas importantes del Ministerio Federal de Alimentación, Agricultura y Consumidores Protección (BMELV).  La Oficina Federal de Protección al Consumidor y Seguridad Alimentaria está bajo el control del Ministerio Federal de Alimentación, Agricultura y Protección del Consumidor.  Cumple varias funciones, con las que contribuye a alimentos más seguros y, por lo tanto, intensifica la protección sanitaria del consumidor en Alemania. Los alimentos se pueden fabricar y vender dentro de Alemania sin un permiso especial, siempre que no cause ningún daño a la salud de los consumidores y cumpla con las normas generales establecidas en la legislación. Sin embargo, los fabricantes, transportistas, importadores y minoristas son responsables de los alimentos que pasan a la circulación. Están obligados a garantizar y documentar la seguridad y calidad de sus alimentos con el uso de mecanismos de control internos. 

#### Francia
La Agencia Nacional de Seguridad Sanitaria de la Alimentación, el Medio Ambiente y el Trabajo es el organismo público francés que se ocupa de la seguridad alimentaria.

#### Hungría
En Hungría , la Oficina Nacional de Seguridad de la Cadena Alimentaria controla a los operadores de empresas alimentarias, incluidos los productores agrícolas, procesadores de alimentos, minoristas, empresas de cáterin, proveedores de insumos y laboratorios privados.  Sus actividades también abarcan la evaluación de riesgos, la comunicación de riesgos y la investigación relacionada.

### Hong Kong
En Hong Kong , el Departamento de Higiene de los Alimentos y el Medio Ambiente se encarga de garantizar que los alimentos vendidos sean seguros y aptos para el consumo. 

### India
La Autoridad de Normas y Seguridad Alimentaria de la India, establecida en virtud de la Ley de Normas y Seguridad Alimentaria de 2006, es el organismo regulador relacionado con la seguridad alimentaria y el establecimiento de normas alimentarias en la India . 

### México
La autoridad del manejo de alimentos está a cargo de la Secretaria de Salud (Salud) y la Comisión Federal para la Protección contra Riesgos Sanitarios (COFEPRIS). La legislación vigente es la NOM-251-SSA1-2009, Prácticas de Higiene para el proceso de Alimentos, Bebidas o Suplementos Alimenticios. La Secretaria de Turismo adicionalmente tiene un programa voluntario en establecimiento de manejo de alimentos llamado Distintivo H que se aplica mediante la Norma Mexicana NMX-F-605-NORMEX-2018 Alimentos Manejo Higiénico en el Servicio de Alimentos Preparados para la Obtención del Distintivo H y es revisado por las unidades de verificación acreditadas.

### Nueva Zelanda
La Autoridad de Seguridad Alimentaria de Nueva Zelanda (NZFSA), o Te Pou Oranga Kai O Aotearoa, es el organismo público de Nueva Zelanda responsable de la seguridad alimentaria. La NZFSA es también la autoridad de control de las importaciones y exportaciones de alimentos y productos relacionados con los alimentos. La NZFSA es desde 2012 una división del Ministerio de Industrias Primarias (MPI).

### Pakistán
La Ordenanza de alimentos puros de 1960 consolida y modifica la ley de preparación y venta de alimentos. Su objetivo es garantizar la pureza de los alimentos que se suministran a las personas en el mercado y, por lo tanto, prevenir su adulteración.
La Ley de hoteles y restaurantes de Pakistán, 1976, se aplica a todos los hoteles y restaurantes de Pakistán y busca controlar y regular el nivel de servicios de los hoteles y restaurantes. Además de otras disposiciones, en la sección 22 (2), la venta de alimentos o bebidas que están contaminados, que no se preparan higiénicamente o que se sirven en utensilios no higiénicos o sucios es un delito.

### Corea del Sur

#### Administración de Alimentos y Medicamentos de Corea
La Administración de Alimentos y Medicamentos de Corea (KFDA) vela por la seguridad alimentaria desde 1945. Forma parte del Gobierno de Corea del Sur . 
IOAS - Organismos de certificación orgánica registrados en la KFDA: los reclamos de comida "orgánica" y similares pueden incluirse en etiquetas de productos alimenticios cuando la KFDA considera válidos los certificados orgánicos. La KFDA admite certificados orgánicos emitidos por 1) organismos de certificación acreditados por la Federación Internacional de Movimientos de Agricultura Orgánica (IFOAM) o 2) organismos de certificación acreditados por el gobierno  - la KFDA tiene registrados 328 organismos de 29 países.
Informe de importación de alimentos: mediante el Informe de importación de alimentos, se declara o registra lo que se importa. La autoridad competente es la siguiente: 
| Producto | Autoridad                                                                |
| --- | ------------------------------------------------------------------------ |
| Productos agrícolas importados, alimentos procesados, aditivos alimentarios, utensilios, recipientes y envases o alimentos funcionales.                                      | KFDA (Administración de Alimentos y Medicamentos de Corea)               |
| Ganado importado, productos pecuarios (incluidos productos lácteos) | NVRQS (Servicio Nacional de Investigación Veterinaria y Cuarentena)      |
| Carne envasada, leche y productos lácteos (mantequilla, queso), hamburguesas, albóndigas y otros productos procesados estipulados en la Ley de gestión sanitaria del ganado. | NVRQS (Servicio Nacional de Investigación Veterinaria y Cuarentena)      |
| Productos marinos importados; productos marinos frescos, refrigerados, congelados, salados, deshidratados y eviscerados que pueden reconocerse por sus características.      | NFIS (Servicio Nacional de Inspección de Calidad de Productos Pesqueros) |

#### Instituto Nacional de Evaluación de Seguridad de Alimentos y Medicamentos
También existe el Instituto Nacional de Evaluación de la Seguridad de Alimentos y Medicamentos (NIFDS, por sus siglas en inglés). Este instituto es una organización nacional que realiza pruebas e investigaciones toxicológicas. Dependiente de la Administración de Alimentos y Medicamentos de Corea, el Instituto realiza investigaciones sobre toxicología, farmacología y análisis de riesgos de alimentos, medicamentos y sus aditivos. El Instituto se esfuerza principalmente por comprender mecanismos de activación biológica importantes y mejorar los métodos de evaluación de la exposición humana, las sensibilidades y el riesgo mediante la realización de investigaciones básicas, aplicadas y de políticas que examinan de cerca los efectos biológicos dañinos en productos regulados como alimentos, aditivos y medicamentos, y mediante el programa nacional de toxicología para el desarrollo de pruebas toxicológicas y la inspección y evaluación de sustancias químicas peligrosas. El Instituto garantiza la seguridad mediante la investigación con investigadores propios y subcontratada a académicos y centros de investigación externos.

### Taiwán
En Taiwán, el Ministerio de Salud y Bienestar, responsable de la Seguridad de Alimentos y Medicamentos, también evalúa la industria de la restauración para mantener la calidad del producto alimenticio. Actualmente, cada año se asignan una partida presupuestaria de 29,01 mill. USD a esfuerzos relacionados con la seguridad alimentaria.

### Turquía
En Turquía, el Ministerio de Agricultura y Silvicultura es responsable de la seguridad alimentaria y cumple su misión de "garantizar el acceso a alimentos seguros y productos agrícolas de alta calidad que Turquía y los mercados mundiales necesitan", entre otras funciones. La propia institución cuenta con laboratorios de investigación y referencia en todo el país que ayudan a controlar e inspeccionar la inocuidad de los alimentos, así como a revisar y actualizar constantemente las normativas y leyes actuales sobre seguridad alimentaria.

### Reino Unido
En el Reino Unido, la Food Standards Agency es un organismo público independiente responsable de la seguridad e higiene de los alimentos en todo el Reino Unido. Trabajan con empresas para ayudarles a producir alimentos seguros y con las autoridades locales para hacer cumplir las normas de seguridad alimentaria. En 2006, la legislación sobre higiene alimentaria cambió y entraron en vigor nuevos requisitos. El principal requisito que resulta de este cambio es que cualquier dueño o responsable de un negocio de alimentos en el Reino Unido debe tener un Sistema de gestión de seguridad de alimentos debidamente documentado que se base en los principios del Análisis de peligros y puntos críticos de control HACCP.

### Estados Unidos

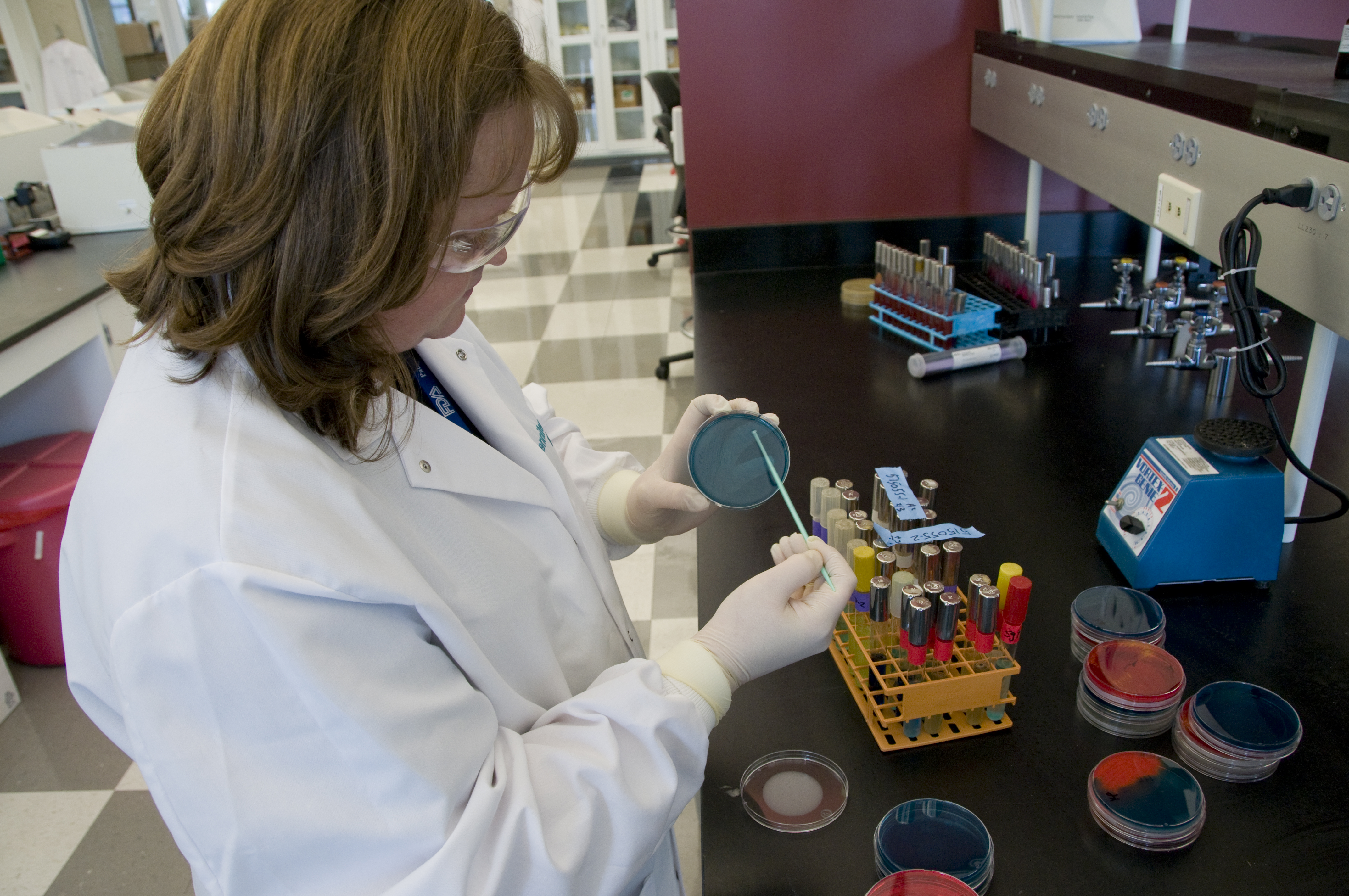
Un científico de la FDA de EE. UU. prueba la salmonela

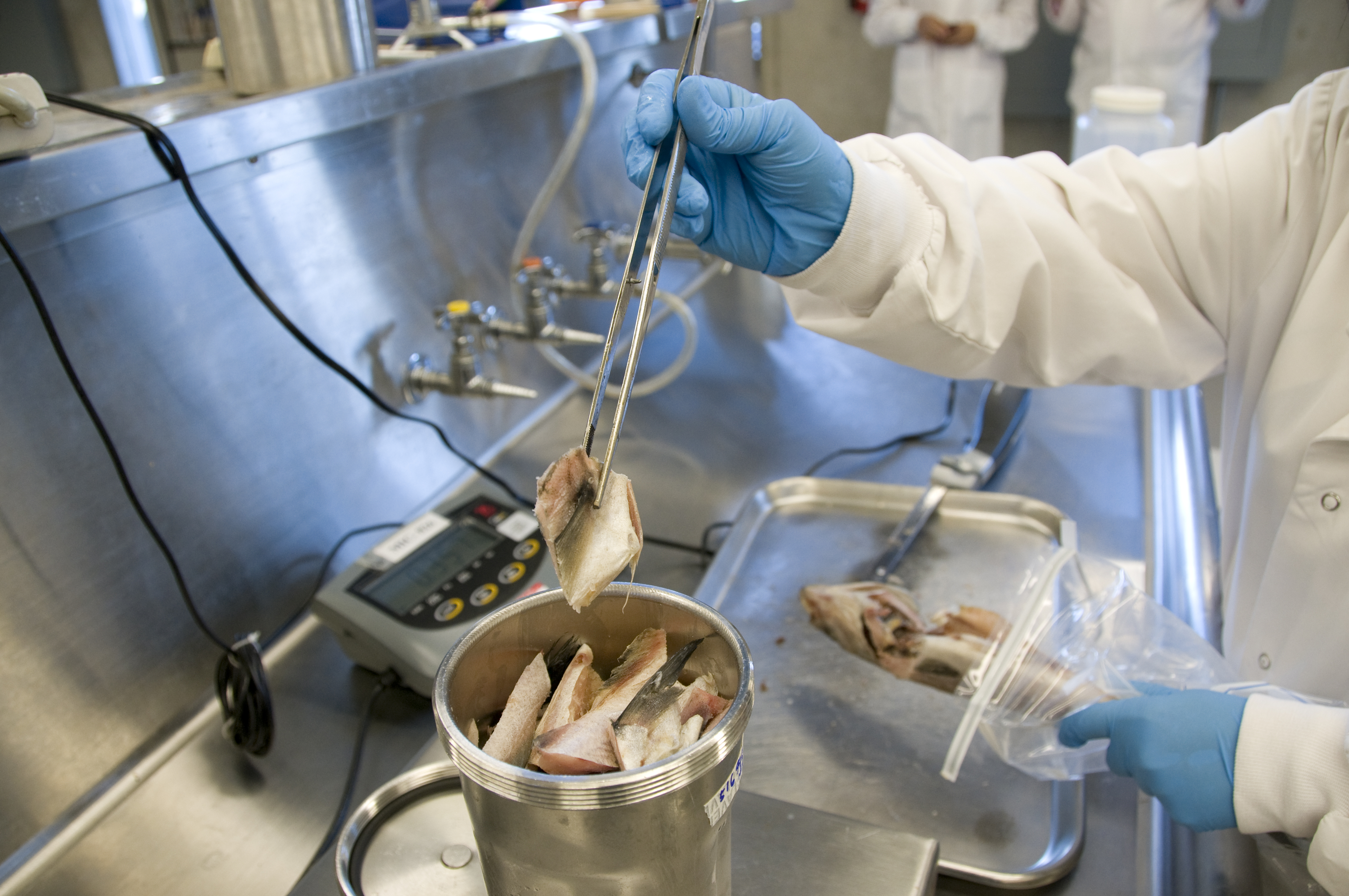
Pruebas de laboratorio de la FDA para detectar microorganismos en el mar.

El sistema de alimentos de los Estados Unidos está regulado por numerosos funcionarios federales, estatales y locales. Desde 1906 se ha logrado un tremendo progreso en la producción de alimentos más seguros, como se puede ver en la siguiente sección. Sin embargo, ha sido criticado por carecer de "organización, herramientas regulatorias y no abordar las enfermedades transmitidas por los alimentos".

#### Regulación a nivel federal
La Administración de Alimentos y Medicamentos publica el Código de Alimentos, un conjunto modelo de directrices y procedimientos que asisten a las jurisdicciones de control de alimentos proporcionando una base técnica y legal científicamente sólida para regular las industrias minoristas y de servicios de alimentos, incluidos restaurantes, supermercados y proveedores institucionales de servicios alimentarios tales como hogares de ancianos. Las agencias reguladoras en todos los niveles de gobierno de los Estados Unidos utilizan el Código de Alimentos de la FDA para desarrollar o actualizar las reglas de seguridad alimentaria en sus jurisdicciones de manera coherente con la política nacional de regulación de alimentos. Según la FDA, 48 de los 56 estados y territorios, que representan el 79% de la población de los EE. UU., han adoptado códigos de alimentos basados en una de las cinco versiones del Código de alimentos, que comienzan con la edición de 1993.
En los Estados Unidos, las normas federales sobre seguridad alimentaria son complicadas y están dispersas, según un informe de febrero de 2007 de la Oficina de Responsabilidad del Gobierno.  Existen 15 agencias que comparten responsabilidades de supervisión en el sistema de seguridad alimentaria, aunque las dos agencias principales son el Servicio de Inspección y Seguridad Alimentaria (FSIS) del Departamento de Agricultura de los Estados Unidos (USDA), responsable de la seguridad de productos cárnicos, avícolas y elaborados con huevo, y la Administración de Alimentos y Medicamentos (FDA), que es responsable de prácticamente todos los demás alimentos. 
El Servicio de Inspección e Inocuidad de los Alimentos cuenta con aproximadamente 7.800 empleados del programa de inspección que trabajan en casi 6.200 establecimientos de productos cárnicos, avícolas y elaborados con huevo inspeccionados a nivel federal. El FSIS se encarga de administrar y hacer cumplir la Ley Federal de Inspección de Carnes, la Ley de Inspección de Productos Avícolas, la Ley de Inspección de Productos de Huevo, partes de la Ley de Comercio Agrícola, la Ley de Matanza Humana y sus normas de desarrollo. El personal del programa de inspección del FSIS inspecciona cada animal antes del sacrificio y cada canal después del sacrificio para garantizar que se cumplan los requisitos de salud pública. En el ejercicio de 2008, esto incluyó alrededor de 22 mil millones de kilos de cadáveres de ganado, unos 26 mil millones de kilos de canales de aves de corral y unos 2 mil millones de kilos de productos elaborados con huevo. En las fronteras de los Estados Unidos también inspeccionaron 1.500 millones de kilos de productos de carne y aves importados.

#### Historia de la legislación de Estados Unidos

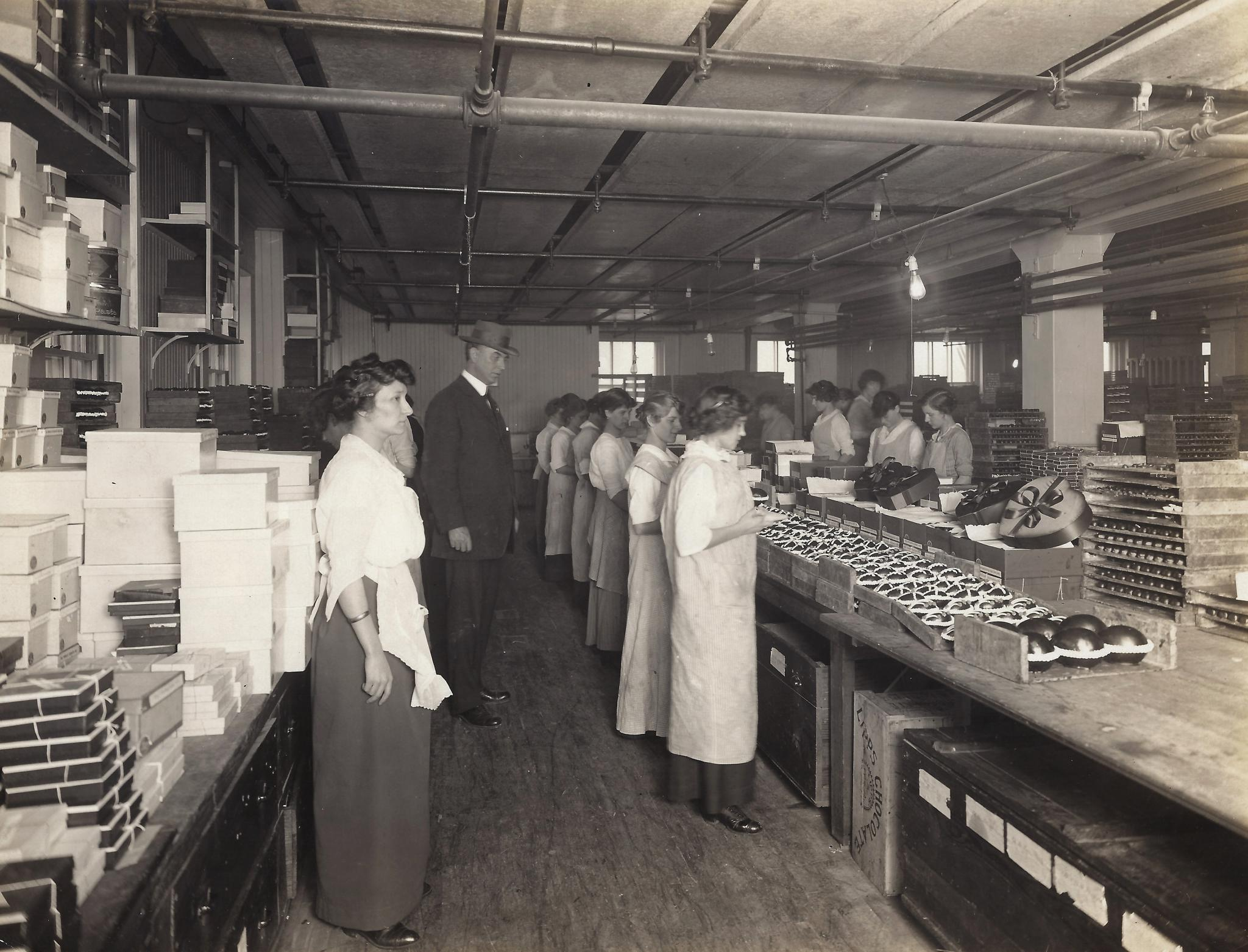
Funcionario de la FDA inspeccionando una fábrica de dulces c. 1911

El reconocimiento de los problemas de seguridad alimentaria y los intentos de abordarlos comenzaron después de que Upton Sinclair publicara la novela La jungla en 1906.  Fue un relato ficticio de las vidas de los inmigrantes en las ciudades industriales de los Estados Unidos en esa época. Sinclair pasó nueve meses encubierto como empleado en una planta de carne de Chicago haciendo investigaciones. El libro, sin ser su intención, suscitó preocupación pública por la seguridad alimentaria y la higiene de la industria de envasado de carne de Chicago. Al leer The Jungle , el presidente Theodore Roosevelt pidió al Congreso que aprobara la Ley de Alimentos y Medicamentos Puros y la Ley Federal de Inspección de la Carne (FMIA), que se aprobaron en 1906 y 1907, respectivamente. Estas leyes fueron las primeras en abordar la seguridad alimentaria en los EE. UU. Se tipificó la falsedad en el etiquetado y la adulteración, y también se abordaron los conservantes de alimentos como el formaldehído y el bórax utilizados para disfrazar procesos de producción insalubres. 
La primera prueba y la principal batalla judicial que en relación con la Ley de Alimentos y Medicamentos Puros fue Estados Unidos contra Forty Barrels & Twenty Kegs of Coca-Cola , un intento de ilegalizar Coca-Cola debido a su excesivo contenido de cafeína. La Ley de Inspección de Carnes condujo a la formación de la Administración de Alimentos y Medicamentos (FDA). Entre 1906 y 1938, se promulgaron leyes para la supervisión de colorantes y otros aditivos químicos como los conservantes, así como el etiquetado y la comercialización de los alimentos. 
Durante el invierno de 1924–1925 se produjo la peor enfermedad transmitida por los alimentos hasta esa fecha en los Estados Unidos debido a un manejo inadecuado de ostras. Esto produjo una epidemia de fiebre tifoidea y las enfermedades transmitidas por los alimentos obtuvieron atención nacional. Lamentablemente, no fue hasta 1969 que la FDA inició programas de desinfección específicamente para marisco y leche, y comenzó su enfoque e implementación en la industria de servicios alimentarios en su conjunto. 
En 1970, el Centro para el Control de Enfermedades (CDC) comenzó a mantener registros de muertes por enfermedades transmitidas por los alimentos.  Este fue el comienzo de un mantenimiento de registros efectivo que podría usarse para controlar y prevenir brotes similares en el futuro. La primera retirada importante de alimentos en los EE. UU. fue debida a setas enlatadas en 1973.  Este brote de botulismo llevó al nacimiento del Sistema Nacional de Vigilancia del Botulismo. Este sistema recopiló los datos de todos los casos confirmados de botulismo en los EE. UU. Esto a su vez llevó al establecimiento de normas sobre procesamiento de alimentos de bajo contenido ácido para garantizar un tratamiento térmico adecuado de los alimentos enlatados. El brote en 1993 de E. coli en la cadena Jack in the Box llevó a la administración Clinton a dedicar 43 millones de dólares a la Iniciativa de Seguridad Alimentaria para crear muchas de las normas comunes específicas vigentes en la actualidad. Esta iniciativa produjo normas sobre mariscos, carnes, aves y huevos con cáscara. También produjo un programa para la toma de registros de ADN para ayudar a rastrear los brotes y determinar su origen. También exigió un esfuerzo en cooperación en detección y respuesta entre los CDC, la FDA, el USDA y las agencias locales llamadas FoodNet.
En 2011, la Ley de Modernización de la Seguridad Alimentaria (FSMA) produjo lo que se considera la legislación de seguridad alimentaria más importante en más de 70 años. La diferencia significativa entre esta ley y las anteriores fue que cambió el énfasis en la respuesta y contención de brotes de enfermedades transmitidas por alimentos por una mayor atención a su prevención. Esta ley aún se encuentra en una fase de implementación temprana, pero le otorga a la FDA la autoridad para regular la forma en que los alimentos se cultivan, procesan y cosechan. 

##### Presión de la industria
Ha habido preocupaciones sobre la eficacia de las prácticas de seguridad y la presión de la industria alimentaria sobre los reguladores estadounidenses. Un estudio reportado por Reuters encontró que "la industria alimentaria está poniendo en peligro la salud pública de los EE.UU. al retener información de los investigadores de seguridad alimentaria o presionar a los reguladores para que retiren o modifiquen las políticas diseñadas para proteger a los consumidores".  Una encuesta encontró que el 25% de los inspectores y científicos del gobierno de los EE. UU. encuestados experimentaron durante el año pasado intereses corporativos que obligaron a su agencia de seguridad alimentaria a retirar o modificar la política o acción de la agencia que protege a los consumidores. Los científicos han observado que la administración socava a los inspectores de campo que defienden la seguridad alimentaria frente a la presión de la industria. Según el Dr. Dean Wyatt, veterinario del USDA que supervisa a los inspectores federales de mataderos, "la administración de nivel superior no apoya adecuadamente a los inspectores de campo y las medidas que adoptan para proteger el suministro de alimentos. No solo hay falta de apoyo, sino que también hay una obvia obstrucción, represalias y abuso de poder". Un creciente número de fabricantes de alimentos y bebidas está mejorando la normativa de seguridad alimentaria al incorporar un sistema de gestión de seguridad alimentaria que automatiza todos los pasos en el proceso de gestión de la calidad de los alimentos.

#### Regulación estatal y local

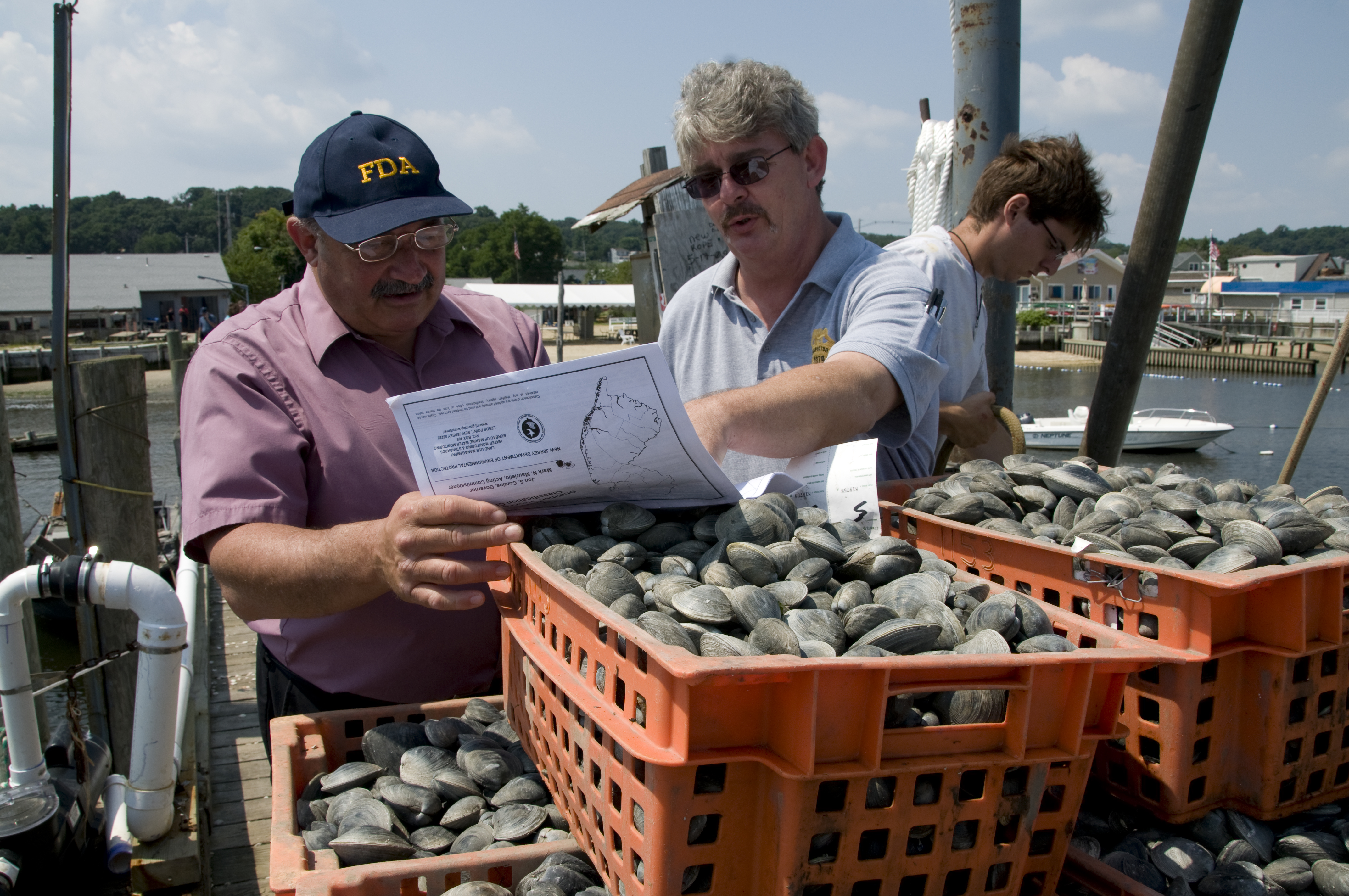
Un funcionario de la FDA y un inspector del estado de Nueva Jersey revisan la recogida de almejas

Varios estados de los EE. UU. . tienen sus propios programas de inspección de carne que sustituyen a la inspección del USDA para las carnes que se venden solo en el estado. Ciertos programas estatales han sido criticados por indebida indulgencia con malas prácticas.
Sin embargo, otros programas estatales de seguridad alimentaria complementan, en lugar de reemplazar, las inspecciones federales, generalmente con el objetivo de aumentar la confianza del consumidor en los productos del estado. Por ejemplo, los departamentos de salud estatales desempeñan un papel en la investigación de brotes de bacterias transmitidas por los alimentos, como en el caso del brote de Escherichia coli O157: H7 en 2006 (una cepa patógena de las bacterias generalmente inofensivas, E. coli ) de espinacas procesadas. Los departamentos de salud también promueven mejores prácticas de procesamiento de alimentos para eliminar estas amenazas.
Además de la Administración de Drogas y Alimentos de los EE. UU., varios estados que son importantes productores de frutas y verduras frescas (incluidas California, Arizona y Florida) tienen sus propios programas estatales de evaluación de productos para detectar residuos de pesticidas.
El sistema alimentario representa uno de los componentes más importantes de la economía de los Estados Unidos. Afecta al bienestar social y económico de casi todos los estadounidenses y desempeña un papel importante en el bienestar de la comunidad global. El sistema de alimentos y fibra de EE. UU. representó el 18 por ciento del empleo, el 4 por ciento de los bienes importados y el 11 por ciento de las exportaciones en 2011. La contribución económica relativa de cada paso de la cadena de suministro de alimentos de los EE. UU. ha cambiado significativamente en los últimos 100 años. En términos generales, la importancia económica del subsector de producción agrícola ha disminuido constantemente en relación con las acciones de los otros componentes de la cadena de suministro de alimentos. 
Los restaurantes y otros establecimientos minoristas de alimentos están sujetos a la ley estatal y están regulados por los departamentos de salud estatales o locales. Normalmente, estas regulaciones exigen inspecciones oficiales de las características de diseño específicas, las mejores prácticas de manejo de alimentos y la certificación de los manipuladores de alimentos. En algunos lugares, se debe publicar y mostrar de manera prominente una calificación de letra o puntuación numérica después de cada inspección.  En algunas localidades, las deficiencias de inspección y las medidas correctivas se publican en Internet. Además, los estados pueden mantener y hacer cumplir su propio modelo del Código de Alimentos de la FDA. Por ejemplo, California mantiene el Código de alimentos para minoristas de California (CalCode), que forma parte del Código de salud y seguridad y se basa en las prácticas de manipulación de alimentos más actuales y seguras en la industria minorista.

### Vietnam
La Administración de Alimentos de Vietnam está a cargo de la gestión de la higiene, la seguridad y la calidad de los alimentos y ha logrado un progreso significativo desde su establecimiento en 1999. La seguridad alimentaria sigue siendo una alta prioridad en Vietnam con el crecimiento de los mercados de exportación y el aumento de las importaciones de alimentos, lo que aumenta la necesidad de desarrollar rápidamente la capacidad de la Administración de Alimentos para reducir las amenazas de enfermedades transmitidas por los alimentos. La Administración de Alimentos ha demostrado su compromiso con los desafíos de seguridad alimentaria a los que enfrenta y se ha embarcado en una actividad innovadora de desarrollo de capacidades con la asistencia técnica de la Organización Mundial de la Salud.

## Etiquetado para el consumidor

### Reino Unido
Los productos alimenticios en el Reino Unido tienen una de dos etiquetas para indicar la naturaleza del deterioro del producto y cualquier problema de salud posterior. Para preparar y distribuir alimentos se necesita la certificación de higiene alimentaria de EHO. Si bien no existe una fecha de caducidad para esta calificación, cambios en la legislación sugieren actualizarla cada cinco años. 
La vida útil de almacenamiento (shelf life) indica una fecha futura a partir de la cual el producto alimenticio puede perder calidad en términos de sabor o textura entre otros, pero no implica ningún problema de salud grave si los alimentos se consumen después de esta fecha (dentro de límites razonables). 
La fecha de caducidad (use-by date) indica una fecha legal más allá de la cual no está permitido vender un producto alimenticio (generalmente uno que se deteriora rápidamente después de la producción) debido a la potencial gravedad del consumo de patógenos. En ocasiones, los productores proporcionan cierto margen al indicar fechas máximas de exposición, en las cuales los productos todavía no han alcanzado su fecha límite de consumo seguro (se trata de una indicación voluntaria y no sujeta a control regulatorio). Esto permite variabilidad en los métodos de producción, almacenamiento y exposición.

### Estados Unidos
Con la excepción de los preparados infantiles y alimentos para bebés, que deben retirarse antes de su fecha de caducidad, la ley federal no requiere fechas de caducidad. Para todos los demás alimentos, excepto los productos lácteos en algunos estados, la datación de frescura es estrictamente voluntaria por parte de los fabricantes. En respuesta a la demanda de los consumidores, los alimentos perecederos suelen estar etiquetados con una indicación de Vender antes de. Es responsabilidad del consumidor decidir cuánto tiempo después de la fecha indicada puede consumir un producto. Otras indicaciones de fechas habituales son: 'Consumir preferentemente antes de', 'Usar antes de', 'Fecha de caducidad', 'Frescura garantizada hasta' y 'Fecha de envasado'.

### Australia y Nueva Zelanda
Guía para el etiquetado de alimentos y otros requisitos de información: esta guía proporciona información de contexto sobre los requisitos generales de etiquetado del Código. La información de esta guía se aplica tanto a los alimentos para la venta al por menor como a los alimentos para fines de restauración. Los alimentos para fines de restauración son alimentos para uso en restaurantes, cantinas, escuelas, empresas de cáterin o bufés, donde se ofrecen alimentos para su consumo inmediato. Los requisitos de etiquetado e información del nuevo Código se aplican tanto a los alimentos vendidos o preparados para la venta en Australia y Nueva Zelanda como a los alimentos importados a Australia y Nueva Zelanda. Declaraciones de advertencia e informativas, Etiquetado de ingredientes, Marcado de fecha, Requisitos de información nutricional, Requisitos de legibilidad de etiquetas de alimentos, Etiquetado de porcentajes, Requisitos de información para alimentos exentos de tener una etiqueta.

## Otras lecturas
- Fortin, Neal D. (2017). Food Regulation: Law, Science, Policy, and Practice (2nd edición). Hoboken, New Jersey: John Wiley & Sons, Inc. ISBN 9781118964477. OCLC 976412308. Consultado el 18 de junio de 2017.
- Satin, Morton (2008). Food alert!: the ultimate sourcebook for food safety (2nd edición). New York, NY: Facts On File. ISBN 9780816069682.
- Clute, Mark (October 2008). Food Industry Quality Control Systems. CRC Press. ISBN 978-0-8493-8028-0.

Revistas
- Revisiones exhaustivas en Ciencia de Alimentos e Inocuidad de Alimentos , ISSN 1541-4337    (electrónico) ISSN 1541-4337    (papel), Blackwell Publishing
- Control de Alimentos , ISSN 0956-7135    , Elsevier
- Toxicología alimentaria y química , ISSN 0278-6915    , Elsevier
- Política alimentaria , ISSN 0306-9192    , Elsevier
- Diario de Protección de Alimentos , ISSN 0362-028X    , Asociación Internacional para la Protección de los Alimentos
- Diario de seguridad alimentaria , ISSN 1745-4565    (electrónico) ISSN 0149-6085    (papel), Blackwell Publishing
- Diario de servicios de alimentación , ISSN 1745-4506    (electrónico) ISSN 1748-0140    (papel), Blackwell Publishing
- Detección e Instrumentación para la Calidad y Seguridad de los Alimentos , ISSN 1932-9954    (electrónico) ISSN 1932-7587    (papel), Springer
- Diario de Internet de Seguridad Alimentaria , ISSN 1930-0670    , Asociación Internacional para la Seguridad / Calidad de los Alimentos